# Domremy (Saskatchewan)
Pour l’article homonyme, voir Domrémy (homonymie).
Domremy est un village fransaskois de la province de la Saskatchewan, au Canada.
Le village de Domremy fut fondé par des colons métis et canadiens-français et qui s'établirent dans ce territoire autour de la rivière Saskatchewan Sud. Ils nommèrent leur cité du nom du village de naissance de Jeanne d'Arc, Domrémy situé en Lorraine.
Le village constitue avec les villes de Batoche, Saint Isidore de Bellevue, Saint-Laurent de Grandin, Hoey et Saint-Louis la municipalité rurale de Saint-Louis N°431 peuplée majoritairement de francophones Fransaskois.

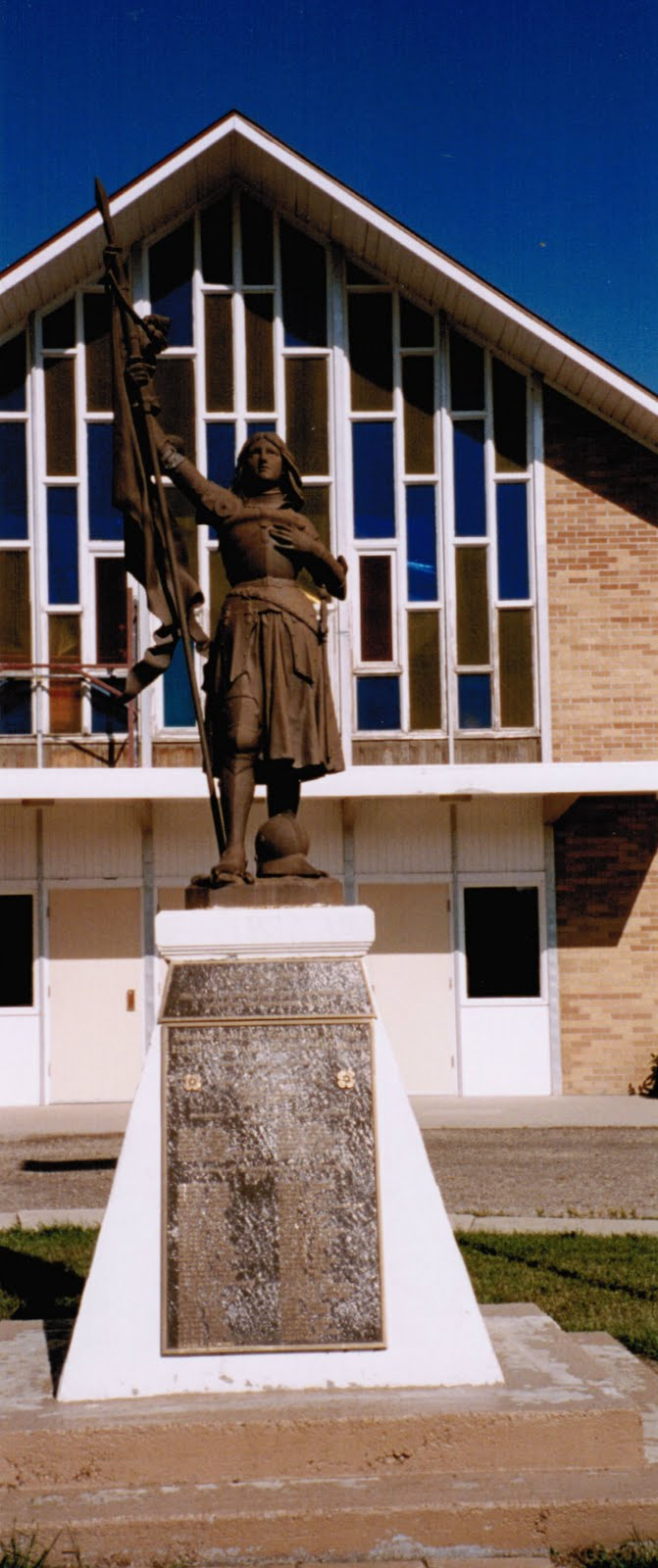
L'église St. Jeanne d'Arc de Domremy

## Démographie
| 2001 | 2006 | 2011 | 2016 |
| ---- | ---- | ---- | ---- |
| 135  | 124  | 125  | 101  |